# Gnamptodon bini
Gnamptodon bini är en stekelart som först beskrevs av Van Achterberg 1983.  Gnamptodon bini ingår i släktet Gnamptodon och familjen bracksteklar. Inga underarter finns listade i Catalogue of Life.